# Ligueux (Dordogne)
Ligueux korábbi község Franciaországban, Dordogne megyében. Lakosainak száma 294 fő (2018. január 1.).
2016. január 1-jén Sorges korábbi községgel egyesült és az így létrejött Sorges et Ligueux en Périgord új község része lett.

## Népesség
A település népességének változása:
| Lakosok száma | 275  | 266  | 219  | 223  | 204  | 263  | 271  | 282  | 291  | 294  |
|               | 1962 | 1968 | 1982 | 1990 | 1999 | 2008 | 2011 | 2013 | 2017 | 2018 |